# 3 Dywizja Landwehry (Cesarstwo Niemieckie)

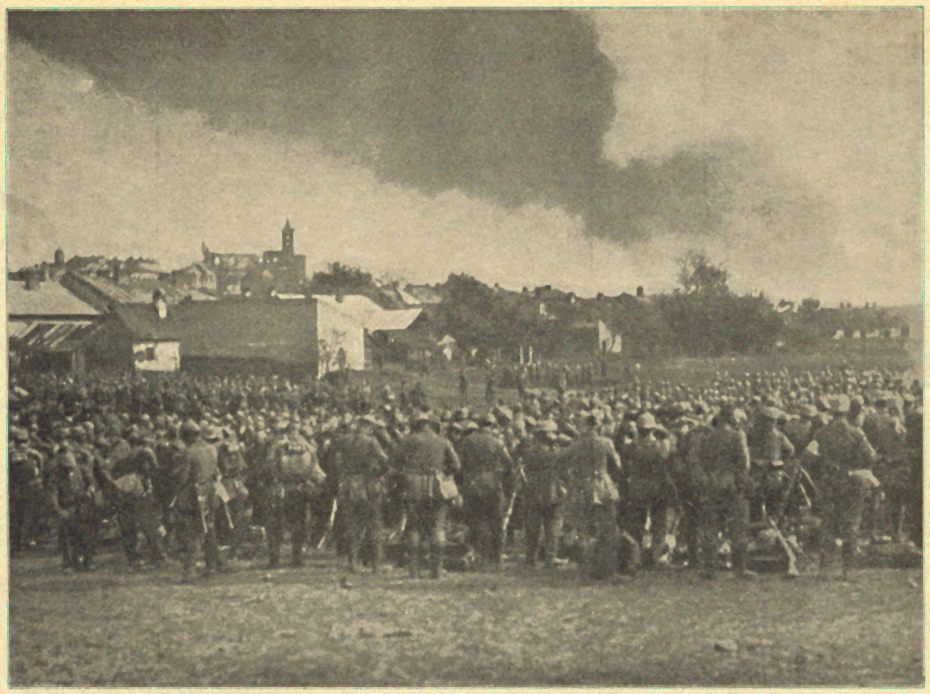
Żołnierze niemieccy na tle Gorlic przygotowują się do pościgu za Rosjanami

3 Dywizja Landwehry (niem. 3. Landwehr-Division (Deutsches Kaiserreich)) – niemiecki związek taktyczny okresu Cesarstwa Niemieckiego, zmobilizowany w okolicach Wrocławia.
Dywizja ta wchodziła w skład Korpusu Landwehry Woyrscha. Żołnierze 3 Dywizji Landwehry wzięli udział w bitwie pod Gorlicami w maju 1915.

## Skład dywizji w 1914
- 3 Dywizja Landwehry
  - 17 Brygada Piechoty Landwehry (17. Landwehr-Infanterie-Brigade)
    - 6 Pułk Piechoty Landwehry (Landwehr-Infanterie-Regiment Nr. 6)
    - 7 Pułk Piechoty Landwehry (Landwehr-Infanterie-Regiment Nr. 7)

  - 18  Brygada Landwehry (18. Landwehr-Infanterie-Brigade)
    - 37 Pułk Piechoty Landwehry (Landwehr-Infanterie-Regiment Nr. 37)
    - 46 Pułk Piechoty Landwehry (Landwehr-Infanterie-Regiment Nr. 46)

  - 17 Zapasowa Brygada Piechoty (17. Ersatz-Infanterie-Brigade)
    - 17 Batalion Zapasowy (Brigade-Ersatz-Bataillon Nr. 17)
    - 18 Batalion Zapasowy (Brigade-Ersatz-Bataillon Nr. 18)
    - 19 Batalion Zapasowy (Brigade-Ersatz-Bataillon Nr. 19)
    - 20 Batalion Zapasowy (Brigade-Ersatz-Bataillon Nr. 20)
    - 77 Batalion Zapasowy (Brigade-Ersatz-Bataillon Nr. 77)

  - 1 Pułk Kawalerii Landwehry (Landwehr-Kavallerie-Regiment Nr. 1)
  - 1 bateria Landsturmu (1.Landsturm-Batterie/V.Armeekorps)
  - 2 bateria Landsturmu (2.Landsturm-Batterie/V.Armeekorps)
  - oddział zapasowy (Ersatz-Abteilung/1. Posensches Feldartillerie-Regiment Nr. 20)
  - oddział zapasowy (Ersatz-Abteilung/2. Niederschlesisches Feldartillerie-Regiment Nr. 41)
  - kompania zapasowa (Ersatz-Kompanie/Niederschlesisches Pionier-Bataillon Nr. 5)

## Skład w marcu 1918
- 17. Landwehr-Infanterie-Brigade
  - Landwehr-Infanterie-Regiment Nr. 6
  - Landwehr-Infanterie-Regiment Nr. 7
  - Landwehr-Infanterie-Regiment Nr. 46
- 1. Eskadron/Dragoner-Regiment von Bredow (1. Schlesisches) Nr. 4
- Artillerie-Kommandeur 130
  - Landwehr-Feldartillerie-Regiment Nr. 3
- 1. Ersatz-Kompanie/Niederschlesisches Pionier-Bataillon Nr. 5
- Divisions-Nachrichten-Kommandeur 503